# Jimmie Näslund
Per Jimmie Näslund, född 9 februari 1979, är en svensk chefredaktör och tidningsdirektör.

## Biografi
Näslund har en bakgrund som allmänreporter och sportreporter. År 2005 var man med och grundade Tidningen 7 där han var chefredaktör. Den 29 maj 2008 tillträdde han som chefredaktör för Allehanda Media, det vill säga Örnsköldsviks Allehanda och Tidningen Ångermanland.
År 2015 lämnade han Allehanda för att bli VD för Sörmlands Media, ett dotterbolag till Eskilstuna-Kuriren AB som ägde koncernens tidningar. År 2016 blev han även VD för koncernbolaget Eskilstuna-Kuriren AB där även tryckeriverksamheten ingick.
I början av 2019 togs EK-koncernens tidningar över av NTM-koncernen och Näslund lämnade verksamheten.
Efter en tid på Umeåbaserade mediebyrån Grit Media utsågs han 2020 till ny VD för VK Media.